# Džamija Hadži Ahmeta Dukatara
Džamija Hadži Ahmeta Dukatara, Dukatareva džamija ili Glavica džamija jedan je od najprepoznatljivijih simbola grada Livna i jedna od njegovih najznačajnijih džamija. Smještena je u starom dijelu grada Livna, na uzvisini iznad donjeg dijela Livna. Izgrađena je između 1562. i 1574. godine na prirodnoj glavici čije se tri strane strmo spuštaju prema rijeci Bistrici, po kojoj je i dobila svoje alternativno ime. Po nekima gradnja datira iz 1587. godine. 
Džamija se službeno zove po Hadži-Ahmetu Dukataru, a naziva je Topovi. Prema narodnoj predaji na zaravnici ispred nje bili su zakopani topovi ako iznenada napadnu Mlečani. Zbog najboljeg položaja u gradu jer se odatle vidi samostan na Gorici, čitav grad, izvor Duman, zove se i Glavica. Džamija do 20 - 30 godina pred rat nije služila osnovnoj namjeni, nego se ovdje recitirala poezija i bila je sastajalištem mladih livanjskih umjetnika. Ispred ove znamenite džamije nema ploče Povjerenstva za očuvanje nacionalnih spomenika BiH, pa tako ni obližnja sahat-kula nije na popisu Povjerenstva. Razlog zašto nema te ploče i što nije na popisu jest taj što radovi na obnovi nisu napravljeni prema preporukama Povjerenstva. Uz njih je nedavno sagrađena gasulhana koja također je razlog zašto ni džamija ni sahat-kula nisu na popisu nacionalnih spomenika, jer stil gradnje, a i materijal nikako nisu sukladni starinskoj džamiji i sahat-kuli.

## Povijesna vrijednost
Sagrađena je dolaskom Osmanilja u Livno na prostoru livanjske crkve sv. Luke. Na to ukazuje i dan danas zidni kamen i arhitektura džamije.
Evlija Čelebija je spominje u svom putopisu kroz livanjski kraj 1660. godine kao staru, tvrdo zidanu, potkupolnu džamiju koja se nalazi blizu čaršije. Nad njenim vratima našao je kronogram iz kojeg je prepisao kronostih, koji glasi:
»Kad ova džamija milošću Allahovom bijaše pri dovršenju, tajanstveni glas reč joj kronostih: Divna li je kuća pobožnih ljudi. Godina 996«
Sa sjeverne strane džamije stajalo je groblje sa starim, uglavnom neoznačenim nišanima, koji su, cijeli ili polomljeni, pronađeni prilikom posljednjeg popravka džamije. Groblje je vjerojatno stradalo 1878. godine za vrijeme otpora osmanskih snaga protiv snaga Austro-Ugarske kad je zaposjela BiH. Tu se nalazilo topovsko uporište, tako da je prostor nemilosrdno bombardiran. Ono što nisu uništili austrijski topovi, učinio je zub vremena i nemar ljudi. Svjedoci kažu da je džamija obnovljena 1938. godine, a harem očišćen i utvrđen čvrstim betonskim zidom, no talijanska vojska je 1941. džamiju koristila kao skladište streljiva.
Desno od džamije nalazi se i sahat-kula, koja i danas pokazuje vrijeme.

## Umjetnička vrijednost
Dukatareva džamija, kao i sve ostale livanjske potkupolne džamije, svojom veličinom i značajem spada u red carskih i vezirskih džamija, kakve se susreću u Sarajevu, Travniku ili Mostaru. Zajednička karakteristika svih njih, pa tako i Glavice je da za svoje vrijeme djeluju arhaično, te svojom arhitektonskim izrazom, prije svega zbijenošću elemenata, visokom kupolom i niskim minaretom, podsjećaju na prve osmanske potkupolne džamije u İzniku (Niceji) iz 14. stoljeća. To indicira da njihovi graditelji ne pripadaju znamenitoj graditeljskoj školi Mimara Sinana, prevladavajućoj u drugoj polovici 16. stoljeća, nego da su po svemu sudeći u pitanju domaći graditelji koji su usvojili stilske elemente, no nisu dostigli majstorstvo suvremenih osmanskih neimara. Drugi je veoma važni element livanjska orkanska bura, zbog koje su proporcije građevine, posebno minareta, takve da mogu izdržati udare vjetra.